# Индонезийско-сенегальские отношения
Индонезийско-сенегальские отношения — двусторонние дипломатические отношения установленные 3 октября 1980 года. Индонезия признаёт потенциал Сенегала в качестве своего выхода на западноафриканский рынок. Индонезийское правительство открыло своё посольство в Дакаре с 1982 года, в то время как посольство Сенегала в Куала-Лумпуре также аккредитовано в Индонезии.

## История
Во время колониального правления Леопольд Седар Сенгор и Мохаммада Хатта участвовали в февральском Конгрессе 1927 года против колониального гнёта и империализма, состоявшемся в Брюсселе. Сенгор позже опишет Бандунгскую конференцию 1955 года как «самое важное событие со времён Возрождения». Президент Индонезии Сукарно совершил официальный визит в Сенегал (тогда ещё не независимый) в 1959 году.

## Торговля
С 31 октября по 1 ноября 2013 года Индонезия открыла торговую миссию в Сенегал и Гамбию для продвижения индонезийской продукции. В ходе этой торговой миссии была зафиксирована торговая сделка на сумму не менее 700 тысяч долларов США. Сенегал намерен купить два самолёта CN-235-220 у государственного авиастроителя PT Dirgantara Indonesia. Объём двусторонней торговли между двумя странами достиг в 2012 году 46,1 млн долларов США, при этом торговый баланс в значительной степени в пользу Индонезии с экспортом в Сенегал оценивается в 43 млн долларов США. Индонезийский экспорт в Сенегал включает в себя животные и растительные масла, машины, химикаты, одежду и посуду.

## Сотрудничество
Индонезия заявила о своей приверженности расширению сотрудничества с Сенегалом в торгово-экономической, технической и сельскохозяйственной областях. Другими секторами, которые могут быть развиты, являются инфраструктура, промышленность, здравоохранение и культура.